# Algarve Cup 2019
A Algarve Cup 2019 é um torneio internacional de futebol feminino que se disputou no Algarve, em Portugal, de 27 de fevereiro a 6 de março de 2019.

A competição foi ganha pela Noruega, que venceu na final a Polónia por 3-0.
Participaram 12 seleções nacionais de futebol feminino, convidadas pela Federação Portuguesa de Futebol.

## Formato
As 12 equipes convidadas formaram em 3 grupos.

## Classificação final
| Lugar | Seleção       |
| ----- | ------------- |
| 1     | Noruega       |
| 2     | Polónia       |
| 3     | Canadá        |
| 4     | Suécia        |
| 5     | Escócia       |
| 6     | Dinamarca     |
| 7     | Espanha       |
| 8     | Suíça         |
| 9     | Islândia      |
| 10    | Portugal      |
| 11    | Países Baixos |
| 12    | China         |

## Seleções participantes
Participaram na Algarve Cup 2019 as seguintes nações:
GRUPO A
- Canadá
- Islândia
- Escócia

GRUPO B
- Espanha
- Países Baixos
- Polônia

GRUPO C
- Noruega
- China
- Dinamarca

GRUPO D
- Suécia
- Portugal
- Suíça